# San Francesco contempla un teschio
San Francesco contempla un teschio è un dipinto del pittore spagnolo  Francisco de Zurbarán, eseguito all'incirca nel 1635 e conservato negli Stati Uniti d'America, presso il Saint Louis Art Museum.

## Descrizione
L'opera è una pittura a olio su tela, di 91,4 cm di altezza e 30,5 cm di larghezza, montata su cornice di 112,4 cm x 52,4 cm x 7,6 cm di ingombro.
Il quadro, famosa opera del pittore spagnolo, rappresenta san Francesco d'Assisi, figura iconica ricorrente nell'arte di Zurbarán. Il santo è scalzo, coperto da un saio, ed è raffigurato in una postura eretta mentre abbassa la testa incappucciata rivolgendo il volto verso un teschio umano sorretto con due mani. Il gioco di luci e di ombre rimanda simbolicamente alla dicotomia tra vita e morte, sovente descritta nell'arte barocca. L'atteggiamento del santo è ascetico, meditabondo: il suo confronto con il teschio richiama il memento mori, concetto preminente della riforma cattolica.

## Storia
L'opera, dipinta intorno al 1635, faceva probabilmente parte di un trittico della pala dell'altare nel monastero di Sant'Alberto, a Siviglia, e lì conservata fino ai primi del 1800. Nel 1810 è attestata la sua presenza nel palazzo dell'Alcázar di Siviglia. L'opera fu prelevata dal maresciallo Nicolas Jean-de-Dieu Soult, duca di Dalmazia, durante la campagna di Spagna e inserita nella sua ampia collezione di opere d'arte, per la maggior parte trafugate. Alla morte del Duca la sua collezione andò all'asta e fu esposta nel 1852 a Parigi; in tale occasione il San Francesco contempla un teschio fu acquisita nelle collezioni "Sarchi e Richard". Non è nota l'identità degli acquirenti ma è possibile che si identifichino con i collezionisti Philip Sarchi e Théodore Richard.
Occorre precisare che nei documenti venuti in possesso dal Saint Louis Art Museum in occasione dell'acquisizione del quadro, datati 10 marzo 1941, viene riportato che l'opera sarebbe stata acquistata da Luigi Filippo di Francia (1773-1850); tale informazione è tuttavia implausibile, visto che la morte del re Luigi Filippo è avvenuta due anni prima dell'asta nella quale il quadro sarebbe stato acquistato.
Nel 1938 il quadro fu comprato dalla società Arnold Seligmann, Rey & Company Incorporated, in ultimo acquistato nell'aprile del 1941 dal Saint Louis Art Museum ed ivi esposto.